# Тим-Поронайський діл
50°20′ пн. ш. 142°48′ сх. д. / 50.33° пн. ш. 142.8° сх. д.
Тим-Порона́йський дол — меридіональне тектонічне пониження між Західно-Сахалінськими і Східно-Сахалінськими горами на острові Сахаліні.  Довжина 250 км, ширина 5—60 км. Основний район сільськогосподарського виробництва північної частини острова (овочівництво).
Утворений двома долинами, що розходяться, по яких на півночі тече річка Тим, на півдні — річка Поронай; верхів'я головних річок розділені малопомітним вододілом. Долина річки Тим вужча, зайнята модриновою тайгою, на терасах — оброблені поля. Південна частина поділу розширюється до затоки Терпіння, зайнята заболоченою Поронайською низовиною.